# Chiesa di San Lorenzo (Santa Margherita Ligure)
La chiesa di San Lorenzo è un luogo di culto cattolico situato nella frazione di San Lorenzo della Costa, in piazza Monsignor Luigi Mazzini, nel comune di Santa Margherita Ligure nella città metropolitana di Genova. La chiesa è sede della parrocchia omonima del vicariato di Rapallo-Santa Margherita Ligure della diocesi di Chiavari.

## Storia e descrizione

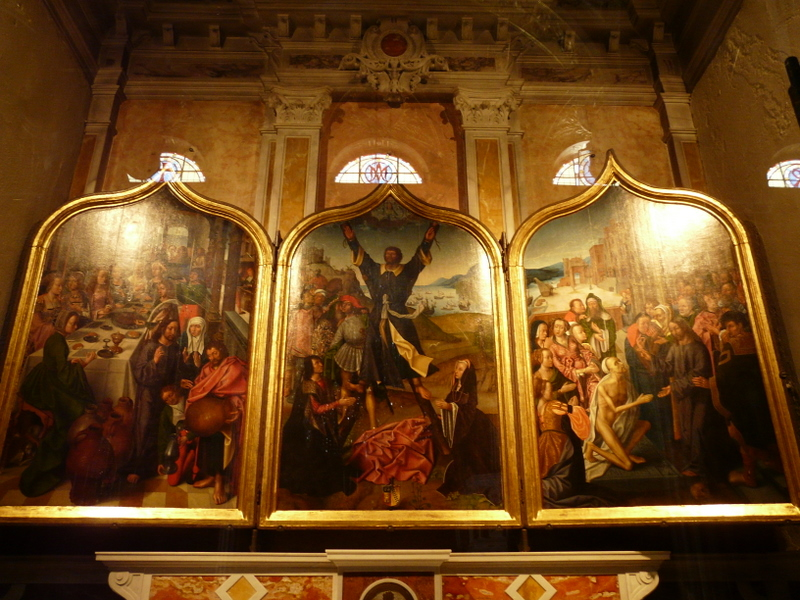
Il trittico di Sant'Andrea

Dell'antica struttura in stile romanico rimangono ad oggi alcune tracce di colonne di fronte alla marmorea facciata, realizzata nel 1902, e altri rinvenimenti all'interno dell'edificio. La struttura odierna si presenta con una divisione a tre navate, con otto cappelle laterali e notevoli decorazioni in stucco dorato di arte barocca e marmi policromi.
Tra le opere pittoriche e scultoree conservate vi è il trittico di sant'Andrea nella terza cappella della navata sinistra. L'opera raffigura al centro il Martirio di sant'Andrea e negli sportelli laterali Le nozze di Cana e la Risurrezione di Lazzaro. Secondo alcuni studi tale opera venne commissionata dal mercante Andrea della Costa nel 1499 nella città di Bruges, nelle Fiandre, e forse fu realizzata da un autore vicino alla tecnica pittorica di Hans Memling.
Ulteriori dipinti sono il Martirio di san Lorenzo del pittore Luca Cambiaso nel presbiterio in fondo all'abside e la Sacra Famiglia dello stesso autore in sagrestia. Tra le diverse statue lignee del XVIII secolo vi è quella di Anton Maria Maragliano ritraente la Madonna del Rosario.